# ذخیره‌گاه طبیعی پریسورسکی
ذخیره‌گاه طبیعی پریسورسکی (انگلیسی: Prisursky Nature Reserve) یک پارک و ذخیره‌گاه طبیعی در استان چوواشستان کشور روسیه است.